# Horacio Gutiérrez (peleador)
Horacio Gutiérrez (Guadalajara, Jalisco; 15 de septiembre de 1990) es un artista marcial mixto mexicano que compitió en la división de peso pluma de la Ultimate Fighting Championship (UFC) y posteriormente en Combate Américas.

## Carrera de artes marciales mixtas

### Carrera temprana
Horacio inició su carrera en MMA el 31 de mayo de 2014 en el circuito mexicano y ganó tres de sus primeras cuatro peleas (incluyendo una victoria en Sergio «Drako» Cossio antes de partir a la UFC.

### Ultimate Fighting Championship
Gutiérrez hizo su debut promocional el 21 de noviembre de 2015 ante Enrique Barzola en la final del torneo de peso ligero celebrada en UFC Fight Night 78. Perdió la pelea por decisión unánime.
Gutiérrez se enfrentó a Teruto Ishihara el 6 de agosto de 2016 en UFC Fight Nigth 92. Perdió la pelea por KO al primer asalto. Más tarde, fue liberado de la promoción.

### Combate Américas
A finales de 2017, Gutiérrez firmaría con Combate Américas. Se tenía previsto que enfrentara a Andrés Quintana para mediados de 2018, pero este último quedó descartado debido a una lesión.
Allí, finalmente hizo su debut enfrentando a Chris Avila el 11 de mayo de 2018 en Combate Americas: Mexico vs. USA. Ganó la pelea por decisión unánime.
Un año después, Gutiérrez enfrentó a Chase Gibson el 27 de septiembre de 2019, encabezando ambos el evento Combate Américas: Gutiérrez vs. Gibson. Él ganó la pelea con un severo KO al primer asalto.
Gutiérrez se enfrentó a Marlon Gonzáles el 13 de diciembre de 2019 en Combate Americas: Stockton. Ganó la pelea por decisión unánime.

## Récord en artes marciales mixtas
| Récord profesional | Récord profesional | Récord profesional |
| 10 peleas          | 7 victorias        | 3 derrotas         |
| ------------------ | ------------------ | ------------------ |
| Nocaut             | 4                  | 1                  |
| Sumisión           | 1                  | 0                  |
| Decisión           | 2                  | 1                  |
| Descalificación    | 0                  | 1                  |

| Resultado | Récord | Oponente          | Método                      | Evento                                 | Fecha                    | Ronda | Tiempo | Localización              | Notas                                                                       |
| --------- | ------ | ----------------- | --------------------------- | -------------------------------------- | ------------------------ | ----- | ------ | ------------------------- | --------------------------------------------------------------------------- |
| Victoria  | 7–3    | Marlon Gonzáles   | Decisión (unánime)          | Combate Americas: Stockton             | 13 de diciembre de 2019  | 3     | 5:00   | Stockton, California      |                                                                             |
| Victoria  | 6–3    | Chase Gibson      | KO (golpe)                  | Combate Americas: Gutiérrez vs. Gibson | 27 de septiembre de 2019 | 1     | 2:41   | Guadalajara               |                                                                             |
| Victoria  | 5–3    | Chris Avila       | Decisión (unánime)          | Combate Americas: Mexico vs. USA       | 11 de mayo de 2018       | 3     | 5:00   | Sacramento, California    |                                                                             |
| Victoria  | 4–3    | Antonio Suárez    | KO (golpe)                  | Valhalla Fighting Championships        | 12 de mayo de 2017       | 1     | 2:37   | Ciudad de México          |                                                                             |
| Derrota   | 3–3    | Teruto Ishihara   | KO (golpes)                 | UFC Fight Night: Rodríguez vs. Caceres | 6 de agosto de 2016      | 1     | 2:32   | Salt Lake City, Utah      |                                                                             |
| Derrota   | 3–2    | Enrique Barzola   | Decisión (unánime)          | UFC Fight Night: Magny vs. Gastelum    | 21 de noviembre de 2015  | 3     | 5:00   | Monterrey                 | Final del Torneo de Peso Ligero de The Ultimate Fighter: Latin America 2.   |
| Victoria  | 3–1    | Sergio Cossio     | KO (golpe)                  | CFN MMA League 3                       | 28 de febrero de 2015    | 1     | 1:58   | Guadalajara               |                                                                             |
| Derrota   | 2–1    | Anthony Lee-El    | Descalificación             | Hoosier Fight Club 22                  | 8 de noviembre de 2014   | 2     | 4:35   | Valparaíso, Indiana       | Gutiérrez fue descalificado por propinar un rodillazo ilegal a su oponente. |
| Victoria  | 2–0    | José Luis Verdugo | Sumisión (rear-naked choke) | APFC 17                                | 11 de octubre de 2014    | 1     | 2:19   | Hoffman Estates, Illinois |                                                                             |
| Victoria  | 1–0    | Jordan Wiggins    | TKO (golpes)                | Xtreme Fighting Organization 51        | 31 de mayo de 2014       | 1     | 4:54   | Chicago, Illinois         |                                                                             |